# 1-й Коптельский переулок
Пе́рвый Копте́льский переу́лок — улица в центре Москвы в Мещанском и Красносельском районах Центрального административного округа между Большой Сухаревской площадью и Грохольским переулком.

## История
Переулок получил своё название в XIX века по существовавшим здесь ручью, пруду или кабаку Коптелка (название какого из этих объектов первично, неизвестно). В 1929 году в состав переулка была включена Малая Спасская улица, названная по церкви Спаса Преображения XVII века.

## Расположение
1-й Коптельский переулок начинается от Большой Сухаревской площади на Садовом кольце напротив Ананьевского переулка и проходит на север параллельно проспекту Мира до Грохольского переулка.

## Примечательные здания и сооружения
По нечётной стороне:
- № 3 — Станция скорой и неотложной медицинской помощи им. Пучкова А. С.;

По чётной стороне:
- № 2/7 — архитектор П. А. Колесов);
- № 14 — Доходный дом Н. А. Лазарева (1907, архитектор И. П. Машков);
- № 16 — Доходный дом (1910, арх. О. Г. Пиотрович). Ранее на этом месте находилось владение М. Д. Растигера (здание служб — 1906, арх. В. Е. Дубовской)
- № 18, стр. 1 — Жилой дом Е. П. Соколовой — Н. М. Кандырина (1892, архитектор Н. И. Финисов)
- № 24 — Доходный дом А. Д. Недыхляева (1901—1902, 1912 (флигель во дворе), архитектор В. А. Мазырин)